# انتحار فينس فوستر
وُجد نائب مستشار البيض الأبيض فنسنت دبليو فوستر ميتًا في حديقة فورت مارسي بالقرب من جادة جورج واشنطن في فرجينيا خارج العاصمة واشنطن في 20 يوليو عام 1993. حكمت خمسة تحقيقات رسمية على وفاته بأنها انتحار، لكنها ما زالت موضوعًا لنظريات المؤامرة.

## الانتحار والتحقيق
وجدت شرطة الحديقة فوستر ميتًا جراء ما يبدو إطلاق نار ذاتي متعمد على الرأس في حديقة فورت مارسي بالقرب من جادة جورج واشنطن في فرجينيا في 20 يوليو عام 1993. كان فوستر يحمل مسدسًا في يده. أكّد تشريح الجثة والتحقيق التالي لاحقًا أنّ فوستر انتحر عن طريق إطلاق النار على نفسه مرة واحدة في الفم باستخدام مسدس كاليبر عيار 38 عُثر عليه في مسرح الحادثة.
وجدت التحقيقات اللاحقة أنّ فوستر كان مضطربًا بسبب الاتهامات والانتقادات المتعلقة بالخلاف فيما يخص مكتب سفر البيت الأبيض. كان فوستر قد أكّد للأصدقاء والزملاء أنه كان يفكر بالاستقالة، لكنه كان خائفًا من عدم قدرته على التعامل مع «الإذلال الشخصي» لعودته إلى أركنساس مهزومًا. كان فوستر أخبر أخته أنه يعاني من الاكتئاب وذلك قبل وفاته بفترة قصيرة، وكان يبحث عن علاج للاكتئاب قبل يوم واحد من انتحاره.
على الرغم من عدم إيجاد الشرطة لأي دليل على أنّ الحادث مدبر، إلّا أنّ العديد من الصحف الشعبية والنشرات الإخبارية خمّنت أنّ موت فوستر قد يكون جريمة قتل، وربما تورط فيها بيل وهيلاري كلنتون نفسهما. نتج عن التحليلات اللاحقة التي قام بها المدعي الخاص روبرت فيسك واللجنة المصرفية في مجلس الشيوخ أنه لا يوجد دليل على جريمة القتل. خَلُص التحقيق الأخير أيضًا الذي قاده المدعي الخاص كين ستار إلى أنه لا وجود لدليل يدعم الادعاء أنّ فوستر مات مقتولًا. تناول تقرير ستار عدة أسئلة إضافية حول الدليل المادي والشرعي الذي دعم سابقًا التخمين فيما يخص القضية. أكّد التقرير أنّ المسدس الذي استُخدم في الانتحار كان ملكًا لفوستر، وأكّد أنه لم يجري نقل الجثة من موقعها قبل أن تكتشفها الشرطة. خَلُص التقرير إلى التالي: « في المحصلة، وبناءً على جميع الأدلة المتوفرة، والتي تُعتبر مُهمة، يتفق أو آي سي (مكتب المستشار المستقل) مع النتيجة التي وصل إليها كل كيان رسمي تحرى عن القضية: إنّ السيد فوستر أقدم على الانتحار بواسطة طلقة نارية في حديقة فورت مارسي في 20 يوليو من عام 1993».
لكن مع ذلك استمر الانتحار يشجع على التكهنات، إذ أدلى المرشح الرئاسي دونالد ترامب أخبارًا في عام 2006 عندما أشار في مقابلة في واشنطن بوست إلى أنّ موت فوستر كان «مريبًا للغاية»، وأضاف: «سأقول أنه هنالك أشخاص يستمرون بطرح هذا الموضوع لأنهم يعتقدون على نحو جازم أنه كان جريمة قتل. أنا لا أفعل ذلك لأني أعتقد أنّ الأمر عادل».

## الدليل

### ملاحظة ممزقة
وُجدت مسودة الاستقالة ممزقة إلى 27 قطعة في محفظة بعد موته.
اكتشف ستيف نويرث المستشار المساعد في الأبيض قطع ملاحظة ممزقة في محفظة فوستر في 26 يوليو. عالج مستشار البيت الأبيض برنارد نوسباوم الملاحظة التي تلقاها من نويرث عدة مرات قبل تسليمها لملازم شرطة حديقة فورت مارسي جوزيف ميجبي في المساء التالي. 
كشفت وزارة العدل الأمريكية عن محتوى المذكرة في مؤتمر صحفي مشترك مع شرطة الحديقة في 10 أغسطس. أشارت وزارة العدل وجود بصمة راحة يد على المذكرة، لكن لا وجود لبصمات أصابع، وأكدوا أنّ فوستر كتبها بخط يده.
ذكر تقرير المستشار المستقل روبرت راي المتعلق بفضيحة حول وات أنّ مخبر مكتب التحقيقات الفدرالي أجرى فحص بصمات أصابع للمذكرة عام 1995، وحدد بصمة راحة يد نوسباوم عليها. ذكر التقرير أنّ ثلاثة تحليلات منفصلة للخط الموجود في المذكرة، والتي قام بها مكتب التحقيقات الفدرالي وشرطة الكابيتول أنّ الخط على المذكرة يخص فوستر. مع ذلك خَلُص ثلاثة خبراء خطوط منفصلين أنّ الملاحظة كانت مزورة، وذكر خبير جامعة أوكسفورد بخطوط اليد ريجينالد ألتون أنّ من قام بالتزوير هو «مزور متوسط المهارة، وليس بالضرورة محترفًا، بل أي شخص يمكن له أن يزوّر شيكًا».